# Ivan Hlinkas minnesturnering 2008
Ivan Hlinkas minnesturnering 2008 var en ishockeyturnering öppen för manliga ishockeyspelare under 18 år. Turneringen spelades 12 augusti till 16 augusti 2008 i Břeclav, Tjeckien samt i Piešťany, Slovakien. Kanada segrade i turneringen genom att besegra Ryssland i finalen med 5-3 och Sverige slutade trea genom att vinna över Finland med 3-2 i bronsmedaljmatchen.

## Gruppindelning
De åtta deltagande nationerna var indelade i två grupper:
- Grupp A i Břeclav, Tjeckien:  Finland,  Ryssland,  USA och  Tjeckien
- Grupp B i Piešťany, Slovakien:  Sverige,  Kanada,  Schweiz och  Slovakien

### Gruppspel A
Grupp A
| Datum           | Match               | Res.  | Perioder                      | Spelort |
| --------------- | ------------------- | ----- | ----------------------------- | ------- |
| 12 augusti 2008 | USA - Ryssland      | 1 - 5 | 1-2,0-1,0-2                   | Břeclav |
| 12 augusti 2008 | Tjeckien - Finland  | 1 - 2 | 0-0, 1-0, 0-1, 0-0, 0-1 e.str | Břeclav |
| 13 augusti 2008 | Finland - USA       | 6 - 5 | 1-1, 1-3, 4-1                 | Břeclav |
| 13 augusti 2008 | Tjeckien - Ryssland | 2 - 4 | 1-1, 0-2, 1-1                 | Břeclav |
| 14 augusti 2008 | Finland - Ryssland  | 4 - 7 | 2-2, 2-0, 0-5                 | Břeclav |
| 14 augusti 2008 | Tjeckien - USA      | 5 - 2 | 1-0, 2-1, 2-1                 | Břeclav |

| Grupp A  | Matcher | Vunna | Oavgjorda | Förlorade | Mål   | Poäng |
| -------- | ------- | ----- | --------- | --------- | ----- | ----- |
| Ryssland | 3       | 3     | 0         | 0         | 16-7  | 9     |
| Finland  | 3       | 2     | 0         | 1         | 12-13 | 5     |
| Tjeckien | 3       | 1     | 1         | 1         | 9-12  | 4     |
| USA      | 3       | 0     | 0         | 3         | 5-11  | 0     |

### Gruppspel B
Grupp B
| Datum           | Match               | Res.  | Perioder                       | Spelort  |
| --------------- | ------------------- | ----- | ------------------------------ | -------- |
| 12 augusti 2008 | Kanada - Schweiz    | 5 - 3 | 3-1, 0-2, 2-0                  | Piešťany |
| 12 augusti 2008 | Slovakien - Sverige | 1 - 2 | 0-1, 0-0, 1-0, 0-0, 0-1 e.str. | Piešťany |
| 13 augusti 2008 | Sverige - Kanada    | 1 - 4 | 1-1, 0-1, 0-2                  | Piešťany |
| 13 augusti 2006 | Slovakien - Schweiz | 1 - 2 | 0-0, 1-1, 0-1                  | Piešťany |
| 14 augusti 2008 | Schweiz - Sverige   | 3 - 5 | 0-1, 1-1, 2-3                  | Piešťany |
| 14 augusti 2008 | Slovakien - Kanada  | 1 - 4 | 1-1, 0-2, 0-1                  | Piešťany |

| Grupp B   | Matcher | Vunna | Oavgjorda | Förlorade | Mål  | Poäng |
| --------- | ------- | ----- | --------- | --------- | ---- | ----- |
| Kanada    | 3       | 3     | 0         | 0         | 13-5 | 9     |
| Sverige   | 3       | 1     | 1         | 1         | 8-8  | 5     |
| Schweiz   | 3       | 1     | 0         | 2         | 8-11 | 3     |
| Slovakien | 3       | 0     | 1         | 2         | 3-8  | 1     |

## Finalomgång
| Datum              | Match                | Res.  | Periodres.    | Spelort  |
| ------------------ | -------------------- | ----- | ------------- | -------- |
| Match om 7:e plats |                      |       |               |          |
| 16 augusti 2008    | Schweiz - USA        | 5 - 6 | 2-2, 2-3, 1-1 | Břeclav  |
| Match om 5:e plats |                      |       |               |          |
| 16 augusti 2008    | Tjeckien - Slovakien | 3 - 1 | 0-0, 1-1, 2-0 | Břeclav  |
| Bronsmatch         |                      |       |               |          |
| 16 augusti 2008    | Sverige - Finland    | 3 - 2 | 1-1, 2-0, 0-1 | Piešťany |
| Final              |                      |       |               |          |
| 16 augusti 2008    | Kanada - Ryssland    | 5 - 3 | 3-1, 1-0, 2-2 | Piešťany |

## Slutställning
| 2006   | 2006      |
| ------ | --------- |
| Guld   | Kanada    |
| Silver | Ryssland  |
| Brons  | Sverige   |
| 4.     | Finland   |
| 5.     | Tjeckien  |
| 6.     | Slovakien |
| 7.     | USA       |
| 8.     | Schweiz   |